# Steve Wozniak
Pour les articles homonymes, voir Wozniak.
Stephen Wozniak, dit Steve Wozniak, né le 11 août 1950 à San José, aussi appelé Woz, est un informaticien, inventeur, professeur d'informatique et électronicien américain.
Il est cofondateur de la société Apple Computer avec Steve Jobs et Ronald Wayne, et concepteur des premiers Apple (dont Apple I, Apple II, Apple III, Lisa et divers périphériques), et est un des pionniers de l'industrie micro-informatique.

## Biographie

### Jeunesse
Steve Wozniak naît et grandit à San José en Californie. Il est le fils de Margaret Louise Wozniak (née Kern) (1923-2014) et de Francis Jacob « Jerry » Wozniak (1925-1994). Son père est ingénieur chez Lockheed Corporation.

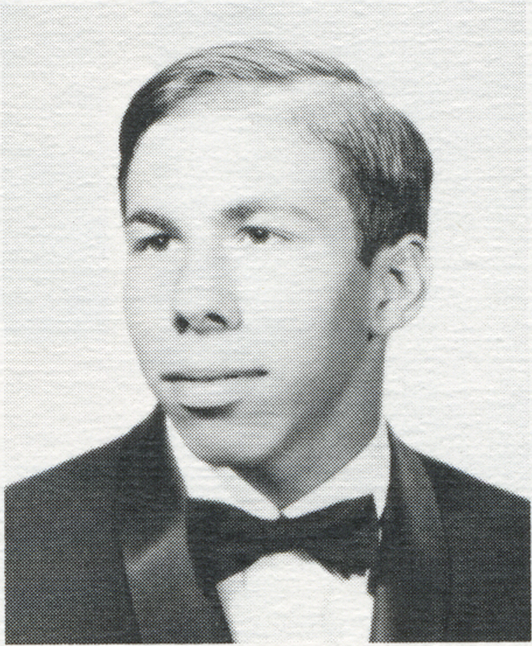
Wozniak en 1968.

Le nom sur son certificat de naissance est « Stephan Gary Wozniak », mais sa mère a dit qu'elle voulait inscrire « Stephen », prénom que Wozniak utilise. Wozniak est d'origine polonaise et allemande. Il a précisé que son nom de famille « Wozniak » était d'origine polonaise.
Il a toujours aimé les projets qui exigeaient une profonde réflexion. Son père, ingénieur, lui apprend les rudiments des mathématiques et de l'électronique. À 11 ans, il construit son propre équipement de radioamateur. À 13 ans, il est élu président du club d'électronique de son établissement scolaire et gagne le premier prix à une science fair pour une calculatrice utilisant des transistors. En outre, au même âge, il remporte le premier prix d'un concours de création de machines à additionner et soustraire, la base de tout son travail ultérieur.
Il a confirmé que dans sa jeunesse il regardait la série Star Trek et assistait aux conventions de Star Trek, qui ont été pour lui des sources d'inspiration pour ses débuts chez Apple Inc..
Il est diplômé du lycée Homestead de Cupertino en 1968.

### Chez Apple

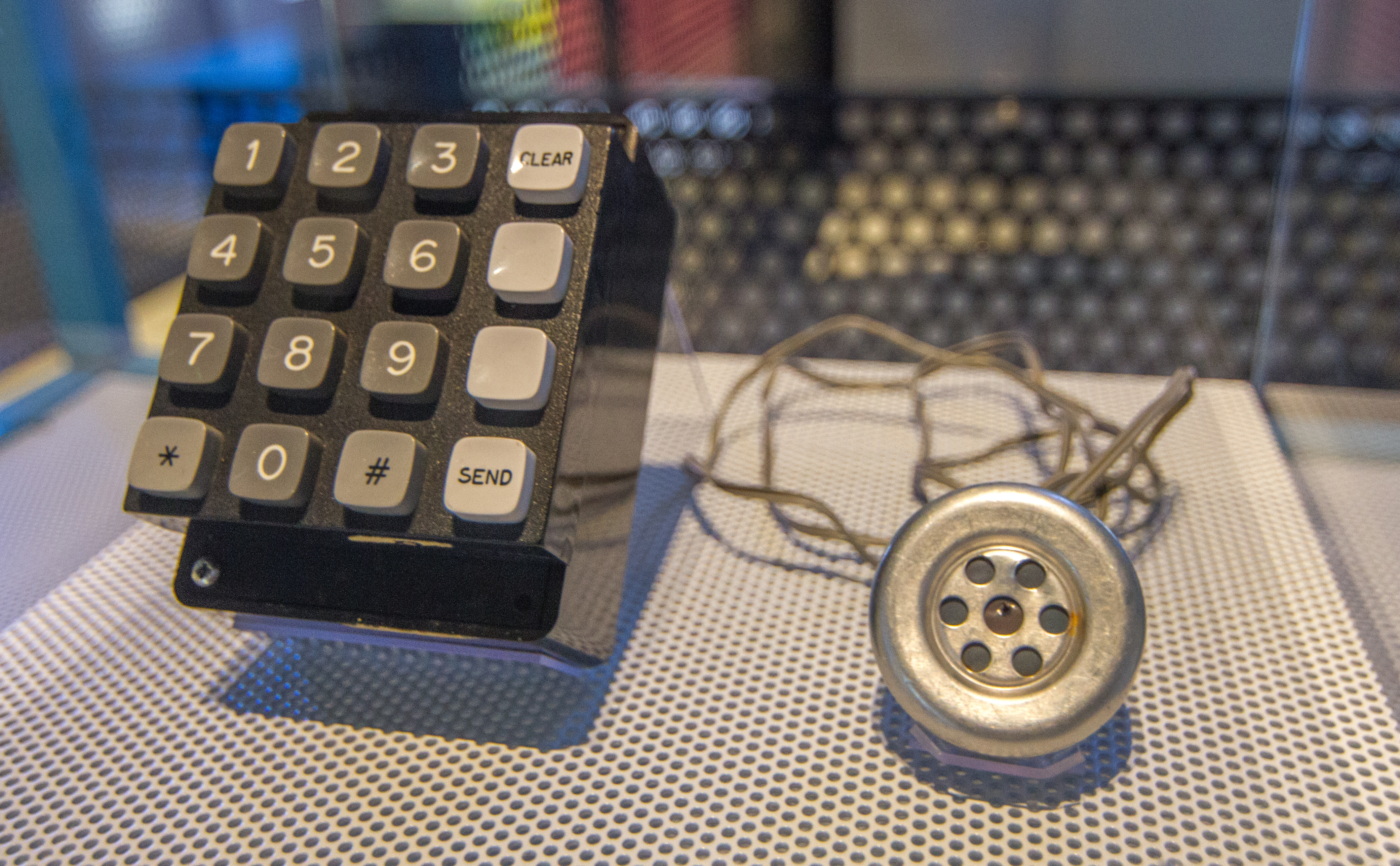
Blue Box exposée au musée Powerhouse à Sydney.

Steve Wozniak fait la connaissance de Steve Jobs en 1970 grâce à son voisin Bill Fernandez, alors camarade de classe de Jobs à la Homestead High School. Partageant la même passion de l'électronique, ils deviennent amis et réalisent ensemble de nombreux canulars. En octobre 1971, les deux Steve mettent la main sur un article du magazine Esquire qui explique comment fabriquer une blue box, un appareil qui permet de passer des appels longue distance de façon entièrement gratuite en fraudant les compagnies téléphoniques, et plus précisément AT&T. Ils décident alors d'en fabriquer et de les vendre pour 150 $ l'unité, pour un total de 200 exemplaires environ. Selon Steve Jobs, cette expérience est à l'origine d'Apple.
En février 1973, Wozniak est embauché par Hewlett-Packard dans le département des produits avancés qui produit des calculatrices, où il est rapidement rejoint par Bill Fernandez. Il tente alors de rejoindre la division ordinateur de HP, en vain. Steve Jobs est employé par Atari pour développer des jeux vidéo, tâche dans laquelle il est aidé par Wozniak pendant son temps libre.

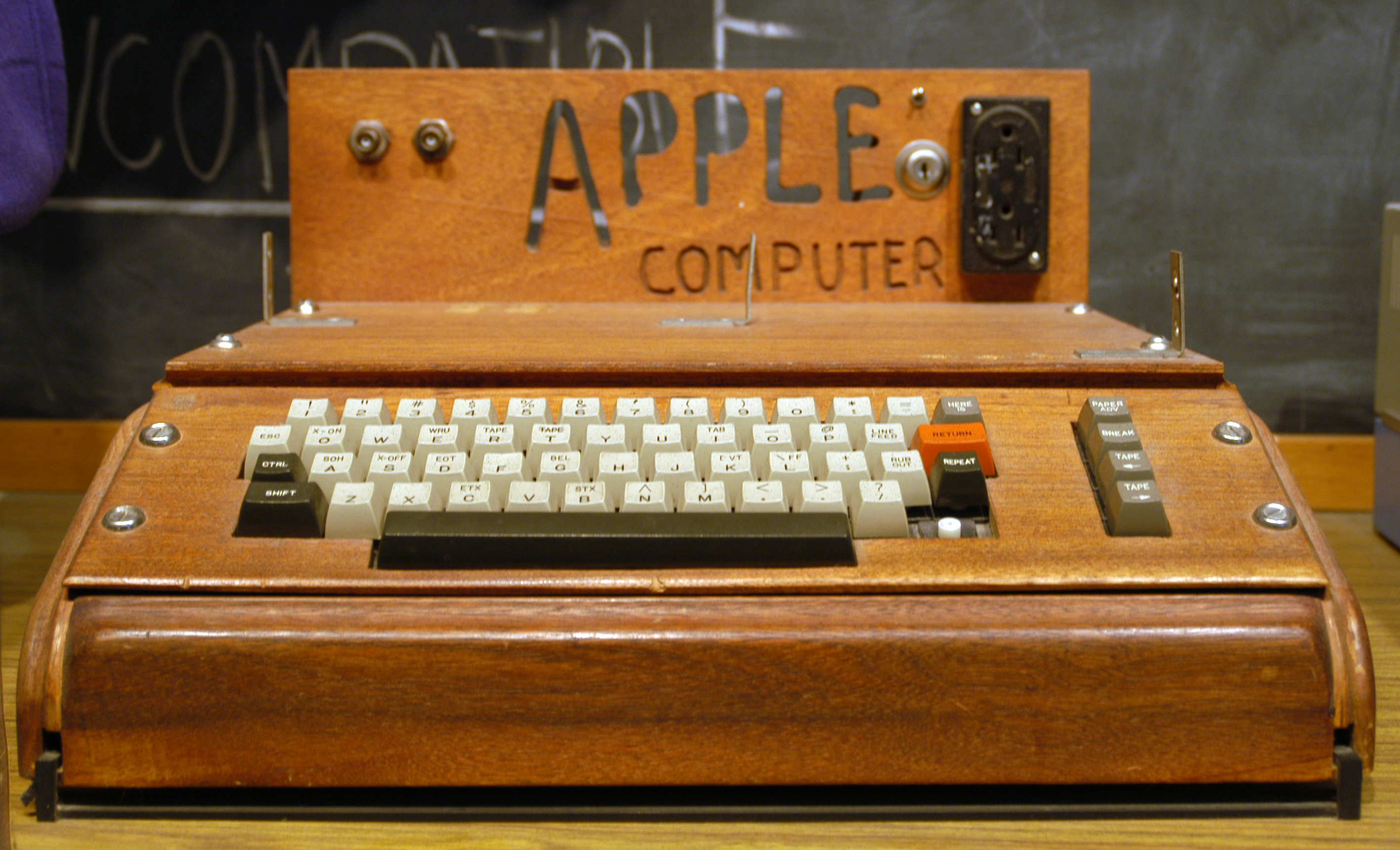
Apple I de Steve Wozniak et Steve Jobs.

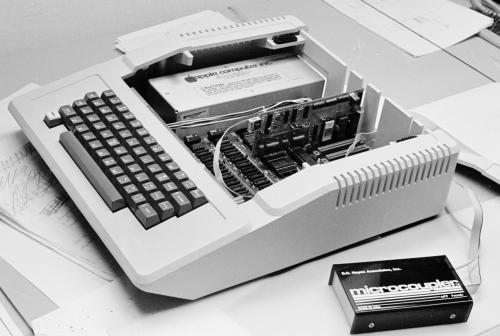
Micromodem II dans l'Apple II.

Dans son autobiographie iWoz, il rapporte que c'est Steve Jobs qui eut l’idée de vendre un ordinateur sous la forme d'un circuit imprimé préassemblé. Bien que sceptique en premier lieu, par la suite Wozniak est convaincu par Jobs que, même si cela est un échec, ils pourront toujours raconter à leurs petits enfants qu'ils avaient eu leur propre société. Pour rassembler des fonds, Wozniak vend sa calculatrice programmable HP-65, Jobs son Volkswagen Combi, les deux en obtenant 1 750 $, ce qui leur servira pour assembler leur prototype.
Sur la base d'un processeur MOS Technology 6502 qu'il découvre en septembre 1975, Wozniak écrit un interpréteur BASIC émulé sur une machine HP. Le circuit de cette machine, l’Apple I, est entièrement conçu par Steve Wozniak ; bien que sommaire, il impressionne les membres du Homebrew Computer Club, un club de Palo Alto réunissant des passionnés d'informatique. Contrairement à d'autres machines admirées par le groupe comme l'Altair 8800, l'Apple I est capable d'affichage graphique sur un écran. Le travail commence dans la chambre de Jobs à Los Altos puis, lorsque la pièce devient trop exiguë, ils transfèrent leur atelier de montage dans le garage de la famille Jobs. L’appartement de Wozniak à San José est lui rempli de moniteurs, d'appareils électroniques et de quelques jeux vidéo développés par Wozniak.
Le 1er avril 1976, Jobs et Wozniak forment leur société, Apple Computer. Wozniak quitte son travail chez Hewlett-Packard au mois de mai 1976 et devient vice-président d'Apple, responsable de la recherche et du développement. Jobs et Wozniak placent leurs 50 premiers ordinateurs au magasin « Byte Shop », un revendeur local, pour 25 000 $, soit 500 $ pièce, et revendu 666,66 $. Fin 1976, grâce à un investissement de 92 000 $ de Mike Markkula, la société Apple engrange près d'un million de dollars avec de nouvelles ventes.
Wozniak se concentre alors à plein temps à l'amélioration de l'Apple I et lui ajoute de nouvelles fonctionnalités. Sa nouvelle machine doit conserver les caractéristiques les plus importantes de l'Apple I : simplicité et rentabilité. Wozniak ajoute le graphisme haute résolution à l'Apple II, qui peut maintenant afficher des images aussi bien que des lettres.

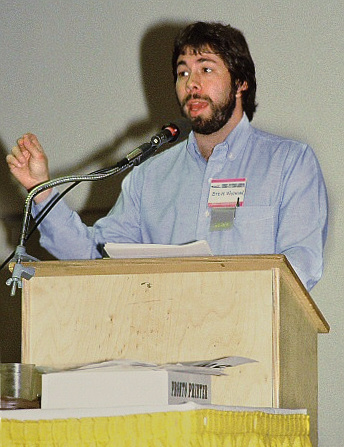
Steve Wozniak en 1983.

En 1978, il conçoit un lecteur de disquette peu coûteux ; Randy Wigginton et lui écrivent un système d'exploitation de base. En plus de son don pour le matériel, Wozniak écrit la majeure partie des logiciels qui tournent sur l'Apple II. Il programme un interpréteur BASIC, un jeu de casse-briques (qui est l'occasion d'ajouter du son à la machine), le code pour commander le lecteur de disquettes, et plus encore. Côté logiciel, l'Apple II est également rendu plus attrayant pour un utilisateur professionnel par l'apparition du fameux tableur VisiCalc de Dan Bricklin et Bob Frankston. Le 12 décembre 1980, La société Apple entre en bourse et fait de Jobs et Wozniak des millionnaires, avec respectivement 7,8 et 4 millions d'actions chacun, introduites à 22 $.
Ses travaux pour Apple cessent après un accident d'avion en février 1981, à la suite duquel il souffre d'amnésies pendant quelques semaines et devient moins enthousiaste dans son travail pour Apple. Il se marie avec Candice Clark, retourne à l'université sous le nom de « Rocky Clark » pour obtenir en 1986 ses diplômes en informatique et en électrotechnique.
En 1983, il revient chez Apple d'une manière assez originale : il rentre dans l'un des bâtiments de l'unité Apple et demande tout simplement s'il peut faire quelque chose. Il découvre alors le projet Apple IIgs, avec son microprocesseur 65816.
Cependant, à cause de problèmes externes et internes, il quitte Apple le 6 février 1985, 9 ans après la création de la société ; il touche d'Apple un salaire symbolique d'environ 120 000 $ par an. Steve Jobs quitte ensuite Apple à la suite d'une lutte de pouvoir à la tête de la société. Wozniak sponsorise alors des actions caritatives dans le domaine de l'éducation, ce qui ne l'empêche pas d'acheter les nouveaux produits Apple afin de les étudier et les mettre à la disposition des écoles.

### Relation avec Apple après son départ
Bien qu'ayant cessé d'y travailler, Steve Wozniak reste un fan revendiqué d'Apple. Il continue à faire des déclarations publiques sur l'entreprise : il a par exemple exprimé son approbation pour Tim Cook mais a critiqué certains choix techniques sur l'iPhone.
Wozniak met un point d'honneur à acheter chaque nouveau modèle d'iPhone en s'intégrant à la file d'attente du jour de lancement — sa popularité et son rôle de cofondateur pouvant cependant lui servir de coupe-file — plutôt que de le demander directement à Apple, afin de profiter de l'occasion pour rencontrer d'autres fans de la marque.

### Carrière après Apple

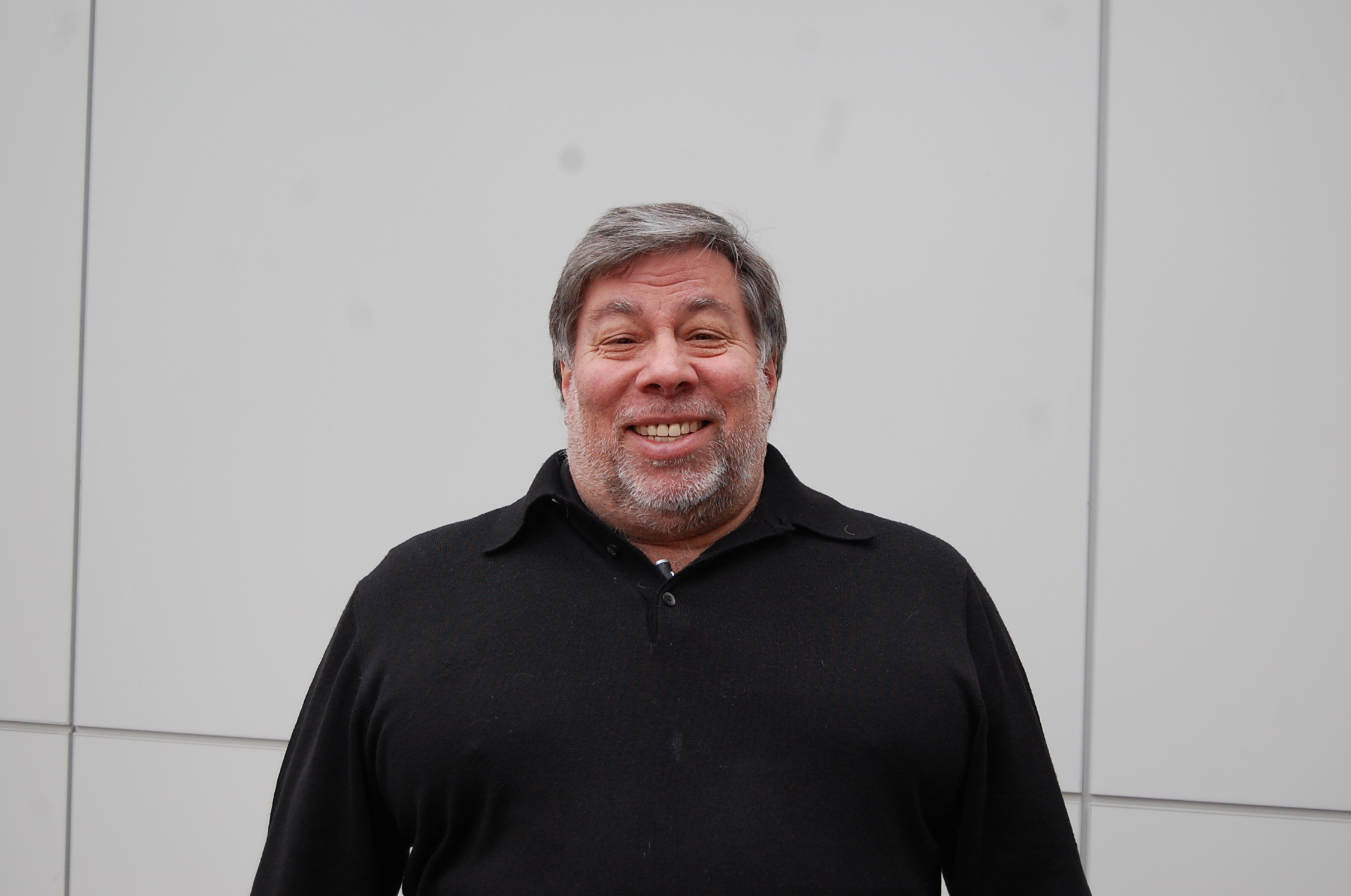
Steve Wozniak en 2011 lors de la cérémonie d'ouverture d'une exposition au musée de l'histoire de l'ordinateur à Mountain View.

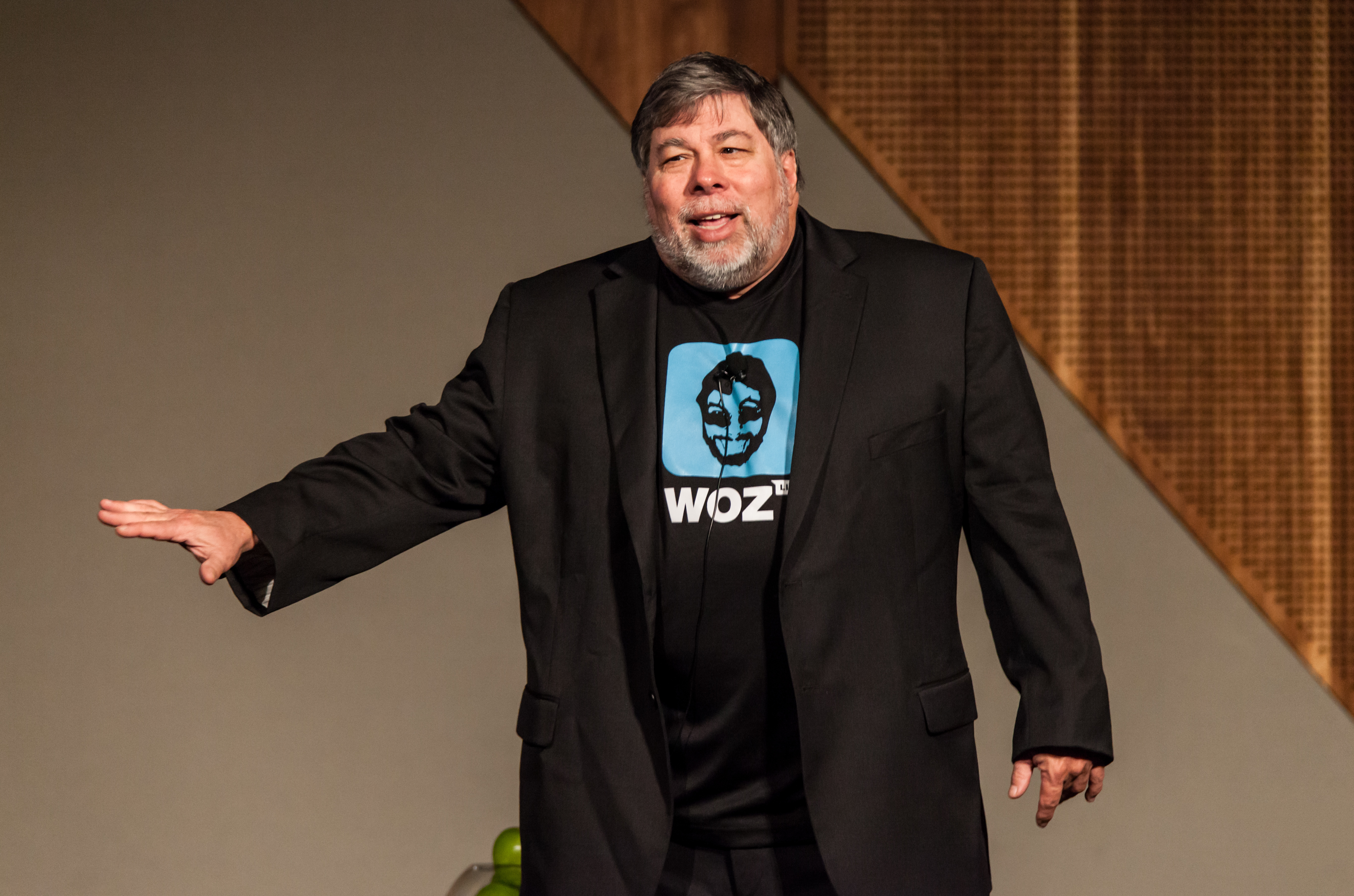
Steve Wozniak sur la scène du Melbourne Convention and Exhibition Centre en Australie, le 16 mai 2012.

Il poursuit ses activités dans le domaine de l'informatique avec l'aide d’anciens collaborateurs débauchés d'Apple.
En 1985, il fonde CL 9 (en), société créant des télécommandes universelles vendue en 1988, le coût de ces appareils entièrement programmables étant supérieur aux autres télécommandes du marché.
En 2001, il fonde Wheels of Zeus (en) (WoZ, comme diminutif de Wozniak), créant un localisateur GPS pour retrouver des objets via un ordinateur. La société et les brevets sont vendus en 2006 à ZonTrak.
En 2006, il fonde Acquicor Technology (en), un groupe (holding) pour acquérir des sociétés de technologies pour les développer. Ce groupe rachète Jazz Semiconductor Inc. puis prend son nom pour devenir Jazz Technologies, qui sera finalement absorbée par Tower Semiconductor en septembre 2008.
En février 2009, il rejoint Fusion-io, une compagnie de serveurs informatiques et de stockage de données dont il devient le chief scientist.
En mars 2009, il est candidat de la 8e saison de Dancing with the Stars. Il est en compétition avec notamment Denise Richards, Gilles Marini, Lil'Kim, Steve-O, David Alan Grier, Belinda Carlisle ou encore Shawn Johnson, la gagnante.
En 2014, il devient professeur associé à l'université technologique de Sydney.

### Vie personnelle
Il est marié à sa quatrième femme, Janet Hill, depuis 2008, et a trois enfants de ses précédents mariages.
En septembre 2000, Steve Wozniak entre au National Inventors Hall of Fame (musée des inventeurs américains).
En 2014, il obtient le statut de résident permanent en Australie.
En décembre 2023, il obtient avec sa femme la nationalité serbe.

## Filmographie

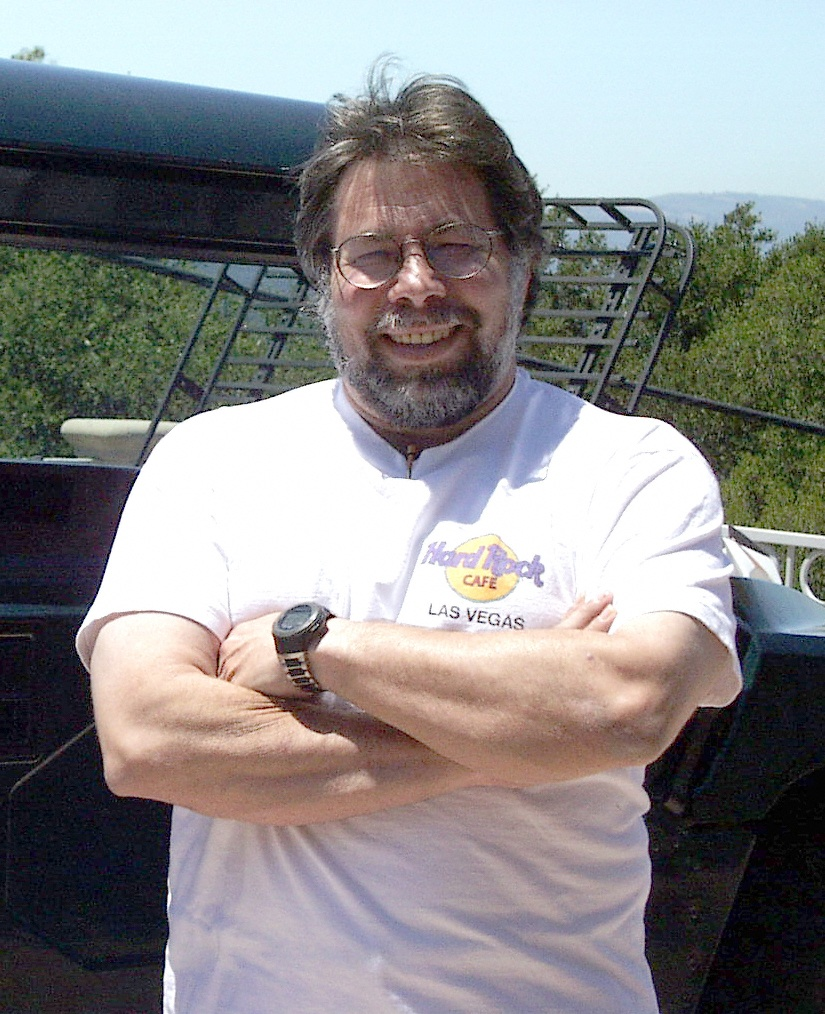
Steve Wozniak en 2005.

### Apparitions personnelles
- 2009 : Dancing with the Stars (saison 8, 4 émissions)
- 2010 : The Big Bang Theory (saison 4, épisode 2)
- 2012 : Disconnect: Cell Phones & Cancer (documentaire)

### Représentations par des acteurs
- 1999 : Pirates of Silicon Valley, interprété par Joey Slotnick
- 2001 : Golden Dreams, interprété par Jason Hillhouse
- 2013 : iSteve, interprété par Jorge Garcia
- 2013 : Jobs, interprété par Josh Gad
- 2016 : Steve Jobs de Danny Boyle, interprété par Seth Rogen

## Publication
- 2002 : Préface de L'Art de la supercherie de Kevin Mitnick

## Distinctions
- 1979 :  Le prix Grace-Murray-Hopper lui est décerné par l'Association for Computing Machinery pour ses multiples contributions dans le champ en rapide développement de l'informatique personnelle et, en particulier, au matériel et au logiciel de l'entreprise Apple Computer.
- 19 février 1985 :  Le président des États-Unis Ronald Reagan remet une National Medal of Technology (catégorie Computer Science) à Steven P. Jobs puis une autre à Stephen G. Wozniak pour leur vision et leur perspicacité, ainsi que pour le développement et le lancement de l'ordinateur personnel, qui a déclenché la naissance d'une nouvelle industrie étendant la puissance de l'ordinateur aux utilisateurs individuels.